# Яшха
Яшха (мовою мая Yaxhá) — міський центр цивілізації мая, розташований на півночі Гватемали в департаменті Петен, недалеко від кордону з Белізом.
Яшха відноситься до небагатьох міст, які зберегли свою первинну назву, і перекладається з мови мая як «Зелена вода». Був населений протягом 16-ти століть, з 600 р. до н. е.. по 900 р. н. е..

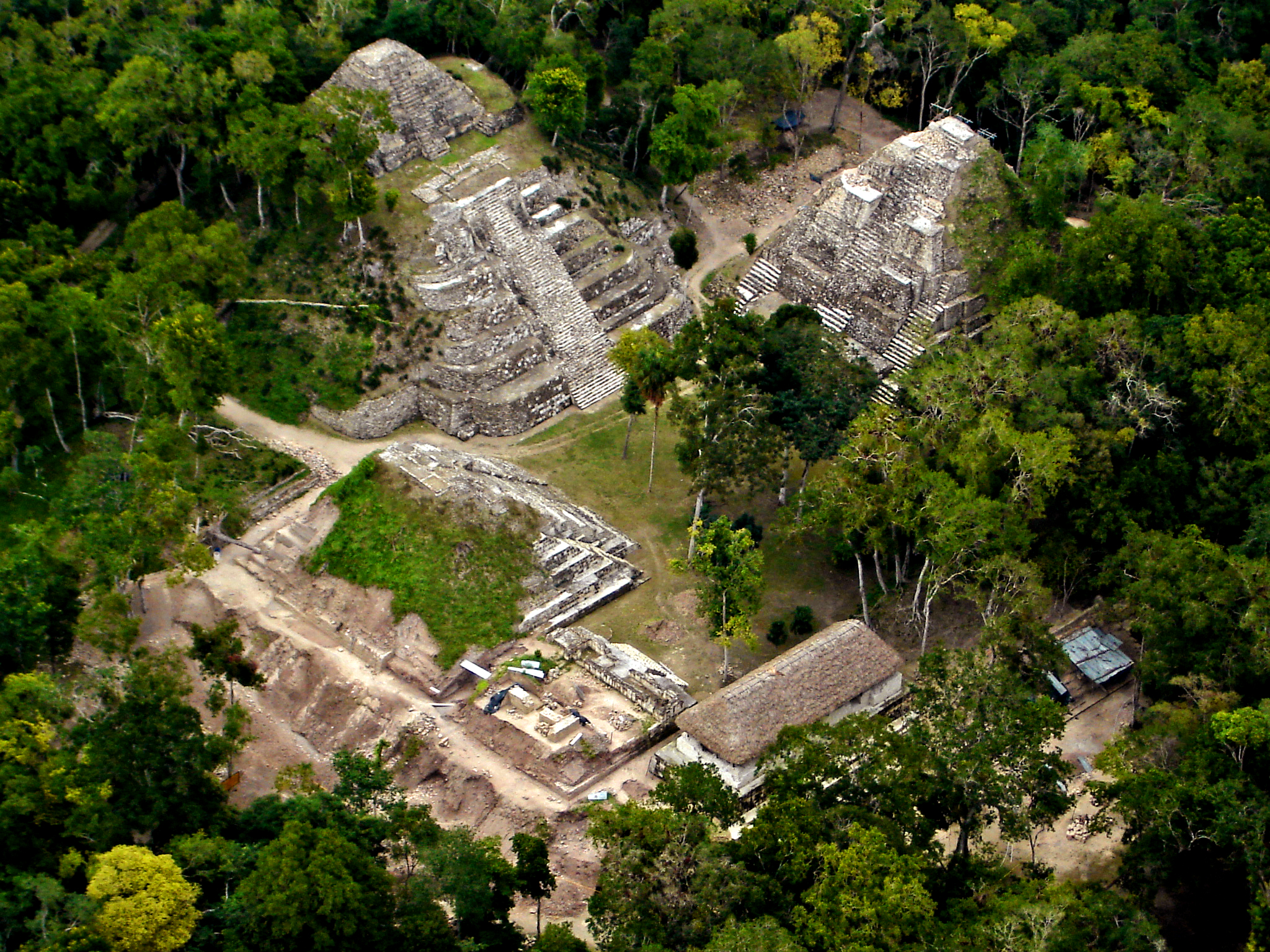
Вигляд північного акрополя з повітря

Яшха знаходиться між двома лагунами, Сканаб (Sacnab) та Яшха (Yaxhá). На протилежному боці останньої з лагун знаходиться Топоште, велике місто посткласичного періоду в департаменті Петен, Гватемала.
У давнину, східна частина Петена, сучасного департаменту Гватемали, називалася «Сім Частин». Найважливішим царством тут було Наранхо, в VIII столітті його столиця перетворилася на третє за величиною місто Петена. Місто Яшха так само входив у володіння Наранхо. У VIII столітті двічі завойовувалася царями Наранхо і входила у володіння царства Саал.
Також у Яшха були знайдені різноманітні вироби з кераміки, покриті зображеннями міфологічних та історичних сцен. Династична історія Яшха реконструюється насилу, оскільки монументи з написами дійшли до нашого часу в дуже поганому стані. Можливо, вони були свідомо пошкоджені переможцями з Наранхо.
На території комплексу знайдені та частково реставровані близько 500 археологічних пам'яток, в тому числі 9 пірамід, 40 стел, вівтарі, два поля для гри в м'яч і інші споруди. Висота найбільшої піраміди перевищує 25 метрів. З її вершини відкривається чудовий вид на озеро і навколишні джунглі. Як і в Тікаля на головній площі дві піраміди, але друга значно менших розмірів, а стели між ними зруйновані. На озері мая зробили дамби, одна з них служила головним входом до міста. У місті є майданчик для проведення астрономічних спостережень.

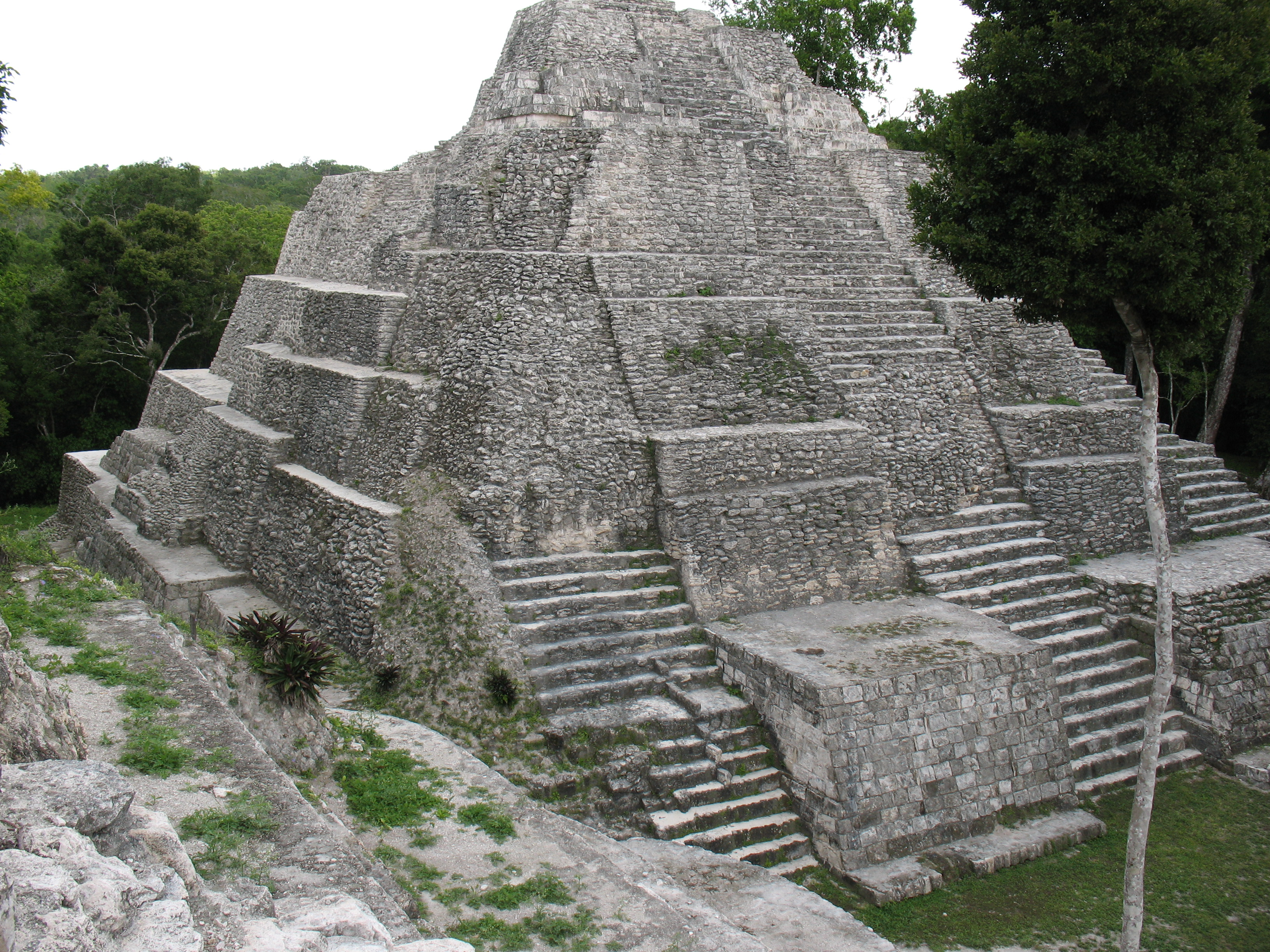
Храм північного акрополя

Разом з сусідніми містами Нарахно і Накум, з якими і велися війни, Яшха утворює трикутник, а всередині нього були не настільки великі поселення мая. Руїни цих стародавніх поселень залишилися, але вимагають ще серйозних відновлювальних робіт.
Національний парк Яшха-Накум-Наранхо розташований на площі 37160 гектарів, включений до складу Заповідника біосфери мая, відноситься до охоронюваної зони культури мая. На його території було знайдено понад 500 споруд, у тому числі 40 стел, 13 вівтарів, 9 пірамід, мережа сакбе (священних доріг). Найбільший інтерес являють Королівський палац, що складається з комплексу будівель: унікальний Комплекс пірамід-близнюків, Північний і Східний акрополі, Астрономічний комплекс, два стадіони для гри в м'яч, Площа тіней. Всі ці споруди з'єднані між собою системою доріг та тротуарів.

## Клімат
Клімат тропічний, середньорічна температура +23 +27 ° С, на плоскогір'ї +15 +20 ° С, з листопада по квітень — літо, з травня по жовтень — зима, пори року розрізняються лише кількістю опадів і нічними температурами (взимку температура повітря опускається до −10 ° С, на плоскогір'ї — до 0 ° С. У зимовий період через велику кількість опадів трапляються урагани та повені.